# 343413 Lauratoyama
343413 Lauratoyama este o planetă minoră (asteroid) din centura de asteroizi. A fost descoperită pe 14 februarie 2010 la Haleakalā Observatory⁠(d) de . 
Obiectul prezintă o orbită caracterizată de o semiaxă mare de 2,7086233787688 UAi, o excentricitate de 0,025809343500745, o înclinație de 1,814493782903 ° în raport cu ecliptica.